# Maciço da Pedra Branca

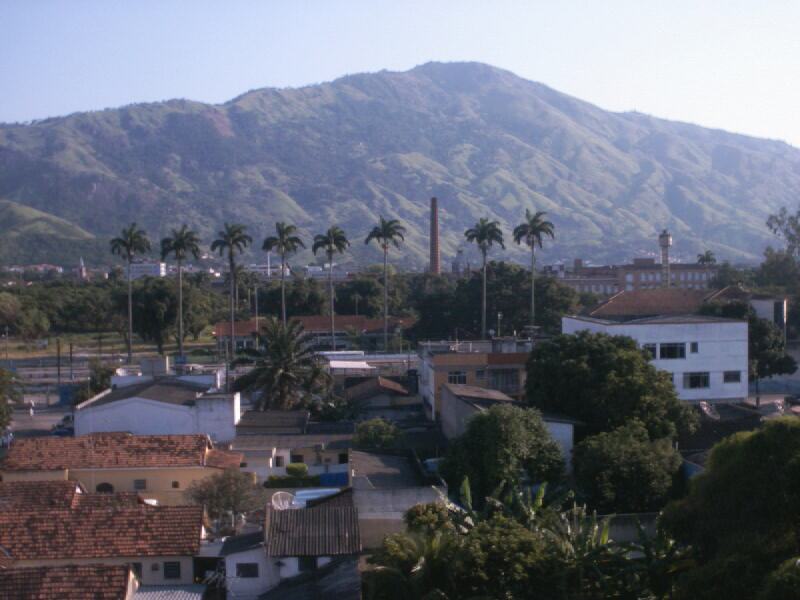
Vista do maciço a partir de Bangu

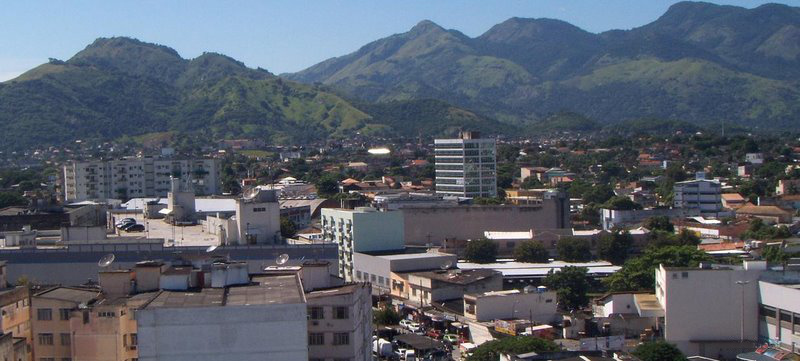
Vista do maciço a partir de Campo Grande

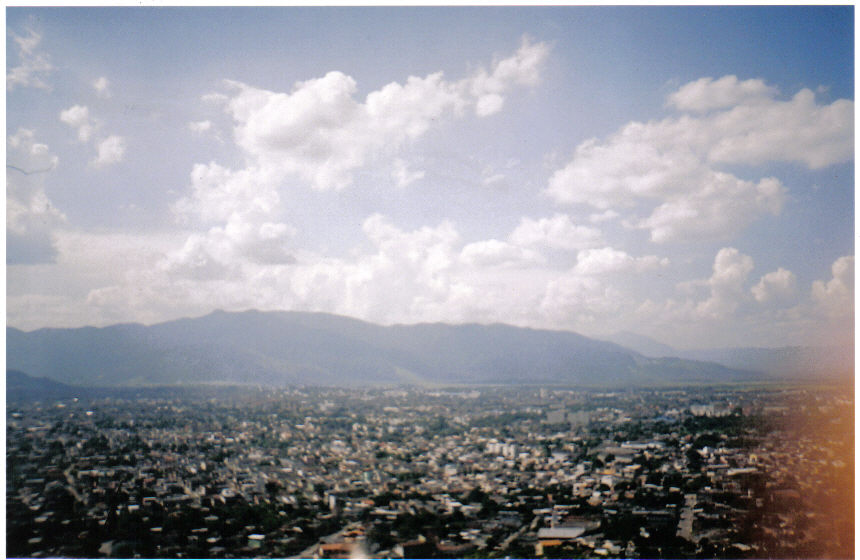
Vista do maciço a partir de Realengo

O Maciço da Pedra Branca (Complexo Pedra Branca) está localizado na cidade do Rio de Janeiro/RJ, com área de aproximadamente 160 km², da qual 80% está dentro do Parque Estadual da Pedra Branca. O Parque da Pedra Branca faz limite com 19 bairros: Campo Grande, Senador Vasconcelos, Santíssimo, Senador Camará, Bangu, Padre Miguel, Realengo, Jardim Sulacap, Taquara, Jacarepaguá, Curicica, Barra da Tijuca, Camorim, Vargem Pequena, Vargem Grande, Recreio dos Bandeirantes, Grumari, Barra de Guaratiba e Guaratiba.
O Maciço marca o limite da baixada de Jacarepaguá com o restante da Zona Oeste. A transposição do maciço é feita pela estrada que liga o Largo de Piabas, no Recreio dos Bandeirantes, à serra da Grota Funda, em Guaratiba e também pelo Túnel da Grota Funda, inaugurado em julho de 2012. Outra transposição seria a Ligação C, via que integraria Bangu a Jacarepaguá. É a maior área da cidade coberta por floresta natural, já que a Floresta da Tijuca é, em parte, oriunda de reflorestamento. A vegetação é rica e, nela, podem ser vistos exemplares seculares de braúnas , cedros , jequitibás e uma fauna exuberante.
A região é protegida desde 1974, quando foi criado o Parque Estadual da Pedra Branca, o qual possui cerca de 12 500 hectares de área coberta por vegetação típica da Mata Atlântica. O maciço abriga o ponto mais alto da cidade do Rio de Janeiro, o Pico da Pedra Branca, com 1 025 metros de altitude. Apesar de ser um local protegido, o maciço sofre com invasões, poluição, erosão e outras conseqüências da falta de atenção com a região, detentora de importantes recursos hídricos. Este quadro começou a se modificar em 1988, quando autoridades municipais se mobilizaram para criar a Área de Proteção Ambiental da Pedra Branca.
Atualmente, o parque possui três centros para visitação, passeios e apresentações guiadas ao local. Guias florestais acompanham grupos interessados em caminhadas pela região diariamente. O parque ainda oferece cursos sobre temas ligados à conservação ambiental.